# Via dei Portici (Bolzano)
Via dei Portici (in tedesco Laubengasse o semplicemente Lauben) è una via storica nella circoscrizione Centro-Piani-Rencio di Bolzano.

## Storia

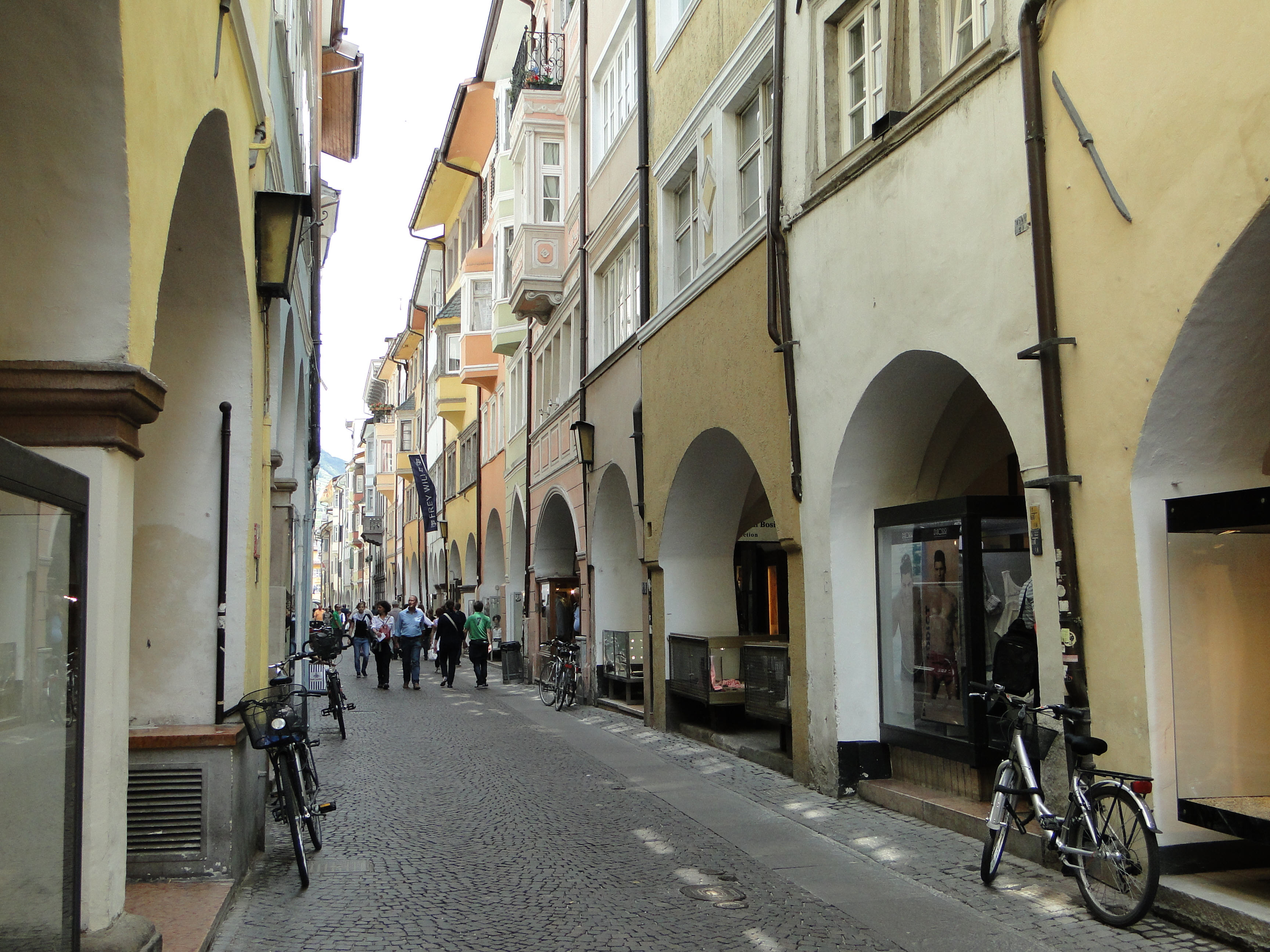
Panoramica della via

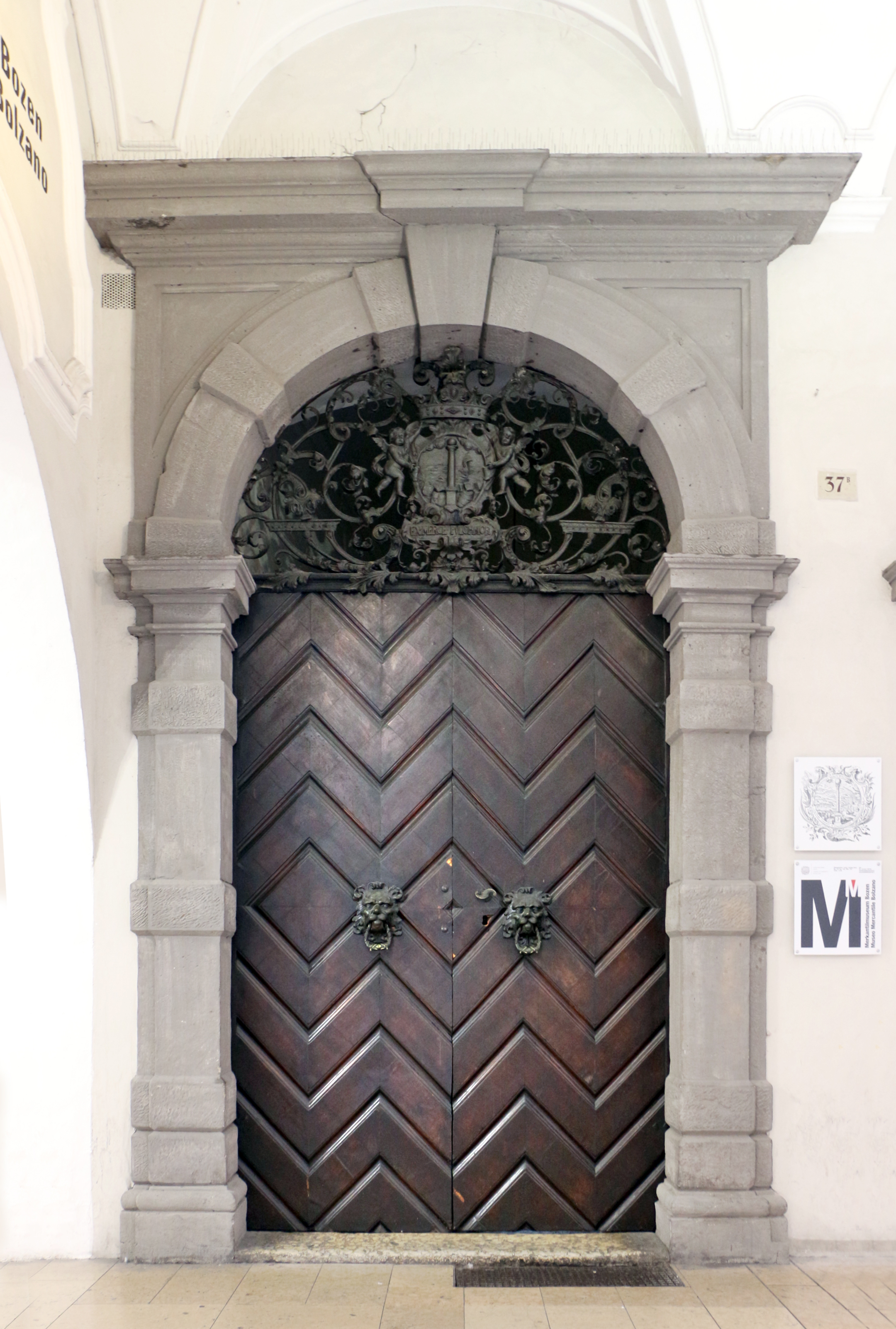
Ingresso del museo Mercantile di Bolzano

La via appartiene al nucleo primitivo della città di Bolzano e risale al tardo XII secolo. Sin dalla sua costruzione, coi caratteristici portici, è stata al centro della vita commerciale cittadina ed stata voluta dal principe vescovo di Trento. Sino al 1224 i portici vennero costruiti in legno ma dopo l'incendio che devastò la strada e la morte di numerose persone si iniziò a costruirli in muratura.

## Descrizione
La via è la più nota e frequentata in città e si snoda tra piazza delle Erbe (Obstplatz) e piazza del Municipio (Rathausplatz). In origine la tipica casa sotto i portici aveva una bottega sulla via e il resto della costruzione ospitava magazzini e alloggi arrivando sino alla vicina via parallela. Vi sono archi a tutto sesto o più abbassati e molti degli esercizi commerciali presenti hanno un aspetto caratteristico altoatesino e una storia importante.

### Punti d'interesse
- Archivio Storico della Città di Bolzano, Municipio Vecchio
- Museo Mercantile di Bolzano (Merkantilmuseum Bozen)
- Farmacia Madonna (Madonnenapotheke)
- Farmacia Aquila Nera (Schwarzadlerapotheke)
- Ex negozio k.u.k.